# Турнири от сериите Чалънджър на Асоциацията на професионалните тенисисти
Турът „Чалънджър“ на Асоциацията на професионалните тенисисти (на английски: ATP Challenger Tour), до 2009 г. „Чалънджър“ серии на АТП (на английски: ATP Challenger Series), е поредица от международни професионални турнири по тенис за мъже. Тъй като се организират от АТП, те се провеждат изцяло по правилата на тура на АТП. Предлагат на състезателите награден фонд от $25 000 до $125 000 и възможност за трупане на точки за световната ранглиста на АТП. Участници в турнирите Чалънджър са основно млади тенисисти, преминали успешно през фючърс турнирите на Веригата за мъже на ITF. Турнирите Чалънджър са и стъпка към участието в големите турнири от тура на АТП.

## Формат
Серията Чалънджър на АТП са създадени през 1978 г. В началото част от серията са били 18 турнира в 5 страни с общ награден фонд от $450 000. През изминалия сезон 2006 година са били проведени около 160 турнира в над 40 страни по света с общ награден фонд от над $8 млн.